# Comet Over Broadway
Comet over Broadway é um filme estadunidense de 1938 dirigido por Busby Berkeley e estrelado por Kay Francis.

## Elenco
- Kay Francis ...Eve Appleton
- Ian Hunter ...Bert Ballin
- John Litel ...Bill Appleton
- Donald Crisp ...Joe Grant
- Minna Gombell ..."Tim" Adams
- Sybil Jason ...Jackie Appleton
- Melville Cooper ...Emerson
- Ian Keith ...Wilton Banks
- Leona Maricle 	...Janet Eaton
- Ray Mayer ...Brogan
- Vera Lewis ...Mrs. Appleton
- Nat Carr ...Haines
- Chester Clute ... Willis
- Edward McWade ...Harvey
- Clem Bevans ...Benson